# Joachim Masarczyk
Joachim Masarczyk (ur. 4 listopada 1938 w Gierałtowicach, zm. 6 grudnia 2024 w Gierałtowicach) – polski górnik, inżynier i polityk, poseł na Sejm X kadencji.

## Życiorys
W 1964 ukończył studia na Politechnice Śląskiej, a w 1979 dwuletnie Studium Podyplomowe na Akademii Górniczo-Hutniczej w Krakowie. Od 1957 przez około 30 lat pracował w Kopalni Węgla Kamiennego Knurów, dochodząc do stanowiska naczelnego inżyniera inwestycji. Później był dyrektorem w Przedsiębiorstwie Eksploatacji Węgla „Zachód” w Zabrzu. W styczniu 1990 został powołany na stanowisko zastępcy dyrektora generalnego Wspólnoty Węgla Kamiennego. W latach 1970–1976 był zastępcą przewodniczącego zarządu Naczelnej Organizacji Technicznej w KWK Knurów. Był członkiem zarządu Górniczej Spółdzielni Mieszkaniowej przy KWK Knurów.
W 1968 wstąpił do Polskiej Zjednoczonej Partii Robotniczej. Z ramienia partii w 1989 uzyskał mandat posła na Sejm kontraktowy z okręgu rybnickiego. Na koniec kadencji należał do Parlamentarnego Klubu Lewicy Demokratycznej, był członkiem Komisji Systemu Gospodarczego i Polityki Przemysłowej oraz Komisji Ochrony Środowiska, Zasobów Naturalnych i Leśnictwa.
W 1991 nie ubiegał się o reelekcję i przeszedł na emeryturę. Do 2003 pracował w firmie rodzinnej. W 2001 objął wakujący mandat radnego sejmiku śląskiego, zasiadał w klubie Sojuszu Lewicy Demokratycznej. W 2002 bez powodzenia ubiegał się o ponowny wybór z ramienia koalicji Sojusz Lewicy Demokratycznej – Unia Pracy.
Pochowany na cmentarzu komunalnym w Knurowie.

## Odznaczenia
- Order Sztandaru Pracy II klasy (1980)
- Krzyż Kawalerski Orderu Odrodzenia Polski (1983)
- Złoty Krzyż Zasługi (1979)
- Srebrny Krzyż Zasługi (1971)
- Brązowy Krzyż Zasługi (1968)
- Medal „Za Zasługi dla Pożarnictwa”
- Odznaka honorowa „Za zasługi dla ochrony zdrowia”
- Złota Odznaka „Zasłużony dla Województwa Katowickiego”
- Srebrna Odznaka „Zasłużony dla Województwa Katowickiego”